# محمد سعيد خوجه
محمد سعيد خوجه من أدباء المملكة العربية السعودية، والذين كان لهم باعٌ طويل في الكتابة والنشر.

## نشأته
ولد في مكة المكرمة عام 1324هـ، وكان والده عالماً أزهرياً، ومن اولئك الذين شاركوا في تأسيس مدرسة النجاح الأهلية في مدينة جدة عام 1317هـ
تلقى تعليمه في إحدى المدارس الابتدائية بمكة المكرمة، ثم التحق بمدرسة الفلاح، وبحلقات المسجد الحرام حيث درس الدين واللغة العربية، كما درسَ علوم الحساب والخط حين التحق بكتاب الشيخ إبراهيم خلوصي، ومكث فيه لمدة عامين
كان مولعاً بقراءة الكتب الأدبية والتاريخية، وخاصةً كتب التراث، كما كان دائم الاطلاع على الصحف والمجلات الخارجية التي كانت تصل إلى الحجاز بانتظام مثل: الرسالة، والهلال، والرواية، والمصورة، والصحف المحلية كأم القرى، وصوت الحجاز، والمدينة، ومجلة المنهل.

## نشاطاته
- كان له منتداه الأدبي السنوي الذي مثل نشاطه الأدبي والاجتماعي في عيد الأضحى المبارك بمنى في منزل الشيخ ماجد كردي؛ حيث يدعو لهذا الملتقى العديد من شخصيات العلماء والأدباء والسياسيين والعسكريين داخل البلاد وخارجها عبر بطاقة دعوة توجه إليهم، ثم يبدأ المنتدى بكلمة ترحيبية ومن بعدها يتولى تقديم الخطباء والشعراء واحداً تلو الآخر.[2]
- كان له دورٌ كبير في طباعة الكثير من كتب التراث مثل كتاب تاريخ مكة للأزرقي- تحقيق رشدي ملحس، وكما كان أول من فكر في طباعة مصحف مكة المكرمة، وقد صدر في خلال إدارته لمطبعة تقويم أم القرى
- كتب مقالات عدة من الطابع الأجتماعي تحت اسم مستعار «الغربال» حيث كان يُناقش القضايا اليومية بمنظار النقد الموضوعي الهادف، كما كان أول من نادى بضرورة الكشف الصحي قبل الزواج، كما كان داعياً إلى بناء مناهج دراسية تتفق مع متطلبات العصر الحديث.
- يعتبر بحثه الأدب الحجازي والتاريخ الذي نشرتهُ جريدة أم القرى على عدة حلقات أول محاولة من محاولات تتبع الأدب بالحجاز منذ العصر الجاهلي حتى العصر الحاضر بطريقة مبتكرة ربطت الأدب بالتاريخ.
- سعى اثناء رئاسته لتحرير جريدة أم القرى أن تكون هذه الجريدة متميزة، وذلك حين وفر لها الجانب الأدبي من ناحية كثرة المقالات والقصائد، وأبحاث الأدب والتاريخ، وبالفعل نشر بالجريدة بحثين كان الأول منهما عن: الأدب العربي في القرن الرابع الهجري، وقد نُشر في ثلاثة أعداد متلاحقة، وأما الآخر عن الأدب الحجازي والتاريخ، وقد نُشر في عدة أعداد بلغت ثمانية، كما شاركه عبد الله بلخير في إصدار كتاب من وحي الصحراء الذي أُعتبر مصدراً من مصادر الأدب للرواد الأدباء الحجازيين في المملكة.[3]

## ابنائه
- عبد المقصود بن محمد خوجه مؤسس الاثنينية
- فاروق بن محمد خوجه
- ليلى بنت محمد خوجه.[4]